# Europese PGA Tour 1985
De Europese PGA Tour 1985 was het veertiende seizoen van de Europese PGA Tour en werd in dit jaar onafhankelijk van de Britse Professional Golfers' Association. Het seizoen bestond uit 27 toernooien.
Dit seizoen stond er een nieuwe toernooi op de kalender: het GSI L'Equipe Open. De British Masters en de Bob Hope British Classic verschenen terug op de kalender. Het Timex Open en de Celtic International verdwenen van de kalender.

## Kalender
| Data  | Data  | Toernooi                                   | Baan                                | Land                     | Winnaar          | Score | Score | Info           |
| ----- | ----- | ------------------------------------------ | ----------------------------------- | ------------------------ | ---------------- | ----- | ----- | -------------- |
| 18-04 | 21-04 | Tunisian Open                              | El Kantaoui Golf Course             | Tunesië                  | Stephen Bennett  | 285   | -3    |                |
| 25-04 | 28-04 | Madrid Open                                | Real Club de la Puerta de Hierro    | Spanje                   | Manuel Piñero    | 278   | -10   |                |
| 02-05 | 05-05 | Italian Open                               | Molinetto Country Club              | Italië                   | Manuel Piñero    | 267   | -21   |                |
| 09-05 | 12-05 | Car Care Plan International                | Moortown Golf Club                  | Engeland                 | David J Russell  | 277   | +1    |                |
| 16-05 | 19-05 | GSI L'Equipe Open                          | Golf du Touquet                     | Frankrijk                | Mark James       | 272   | -16   | Nieuw toernooi |
| 24-05 | 27-05 | Whyte & Mackay PGA Championship            | The Wentworth Club                  | Engeland                 | Paul Way         | 282   | -6    |                |
| 30-05 | 02-06 | Four Stars National Pro-Celebrity          | Moor Park Golf Club                 | Engeland                 | Ken Brown        | 277   | -3    |                |
| 07-06 | 10-06 | Dunhill British Masters                    | Woburn Golf Club                    | Engeland                 | Lee Trevino      | 278   | -10   |                |
| 13-06 | 16-06 | Jersey Open                                | La Moye Golf Club                   | Jersey                   | Howard Clark     | 279   | -1    |                |
| 20-06 | 23-06 | Carroll's Irish Open                       | The Royal Dublin Golf Club          | Ierland                  | Seve Ballesteros | 278   | -10   |                |
| 28-06 | 30-06 | Monte Carlo Open                           | Golf de Monte-Carlo                 | Monaco                   | Sam Torrance     | 264   | -12   |                |
| 04-07 | 07-07 | Peugeot Open de France                     | Golf de Saint-Germain               | Frankrijk                | Seve Ballesteros | 263   | -21   |                |
| 10-07 | 13-07 | Lawrence Batley International Golf Classic | The Belfry Golf Club                | Engeland                 | Graham Marsh     | 283   | -5    |                |
| 18-07 | 21-07 | The Open Championship                      | Royal St George's Golf Club         | Engeland                 | Sandy Lyle       | 282   | +2    |                |
| 25-07 | 28-07 | KLM Dutch Open                             | Noordwijkse Golfclub                | Nederland                | Graham Marsh     | 282   | -6    |                |
| 01-09 | 04-09 | Scandinavian Enterprise Open               | Ullna Golf Club                     | Zweden                   | Ian Baker-Finch  | 274   | -14   |                |
| 08-08 | 11-08 | Glasgow Open                               | Haggs Castle Golf Club              | Schotland                | Howard Clark     | 274   | -6    |                |
| 15-08 | 18-08 | Benson & Hedges International Open         | Fulford Golf Club                   | Engeland                 | Sandy Lyle       | 274   | -14   |                |
| 22-08 | 24-08 | Lufthansa German Open                      | Club zur Vahr                       | Bondsrepubliek Duitsland | Bernhard Langer  | 183   | -27   | 3 speelronden  |
| 29-08 | 01-09 | Panasonic European Open                    | Sunningdale Golf Club               | Engeland                 | Bernhard Langer  | 269   | -11   |                |
| 05-09 | 08-09 | Swiss Open                                 | Golf Club Crans-sur-Sierre          | Zwitserland              | Craig Stadler    | 267   | -21   |                |
| 19-09 | 22-09 | Sanyo Open                                 | Real Club de Golf El Prat           | Spanje                   | Seve Ballesteros | 272   | -16   |                |
| 26-09 | 29-09 | Suntory World Match Play                   | The Wentworth Club                  | Engeland                 | Seve Ballesteros | -     | -     |                |
| 03-10 | 06-10 | Trophée Lancôme                            | Saint-Nom-la-Bretèche Golf Club     | Frankrijk                | Nick Price       | 275   | -13   |                |
| 10-10 | 13-10 | Compagnie de Chauffe Cannes Open           | Golf Country Club de Cannes Mougins | Frankrijk                | Robert Lee       | 280   | -8    |                |
| 24-10 | 27-10 | Benson and Hedges Spanish Open             | Club de Golf Vallromanes            | Spanje                   | Seve Ballesteros | 266   | -14   |                |
| 30-10 | 02-11 | Portuguese Open                            | Quinta do Lago North                | Portugal                 | Warren Humphreys | 279   | -9    |                |

## Order of Merit
De Order of Merit wordt gebaseerd op basis van het verdiende geld.
| Rang | Speler               | Land                     | Prijzengeld (£) |
| ---- | -------------------- | ------------------------ | --------------- |
| 1    | Sandy Lyle           | Schotland                | 162.553         |
| 2    | Bernhard Langer      | Bondsrepubliek Duitsland | 115.716         |
| 3    | Seve Ballesteros     | Spanje                   | 103.042         |
| 4    | Ian Woosnam          | Wales                    | 82.235          |
| 5    | Sam Torrance         | Schotland                | 79.567          |
| 6    | Howard Clark         | Engeland                 | 79.386          |
| 7    | Manuel Piñero        | Spanje                   | 71.116          |
| 8    | José Maria Cañizares | Spanje                   | 65.633          |
| 9    | Gordon Brand Jr.     | Schotland                | 65.571          |
| 10   | Paul Way             | Engeland                 | 63.097          |